# رامز تحت الأرض
رامز تحت الأرض هو برنامج مقالب من إعداد وتقديم رامز جلال عُرض في موسم رمضان 1438 هـ / 2017م بشكل يومي على قنوات إم بي سي وقناة إم تي في اللبنانية.
البرنامج من إخراج محمد نصير وإنتاج وليد الإبراهيم رئيس مجموعة إم بي سي. وقد تم تصوير مقالب البرنامج في صحراء الربع الخالي بأبو ظبي.

## خلفية
رامز جلال، الممثل المصري الذي قدم 6 برامج مقالب للتلفزيون في الخمس سنوات الماضية في شهر رمضان، أولها في 2011 حيث قام ببطولة رامز قلب الاسد، ثم توالى في تقديم البرامج المسماة على إسمه الشخصي حيث قدم رامز ثعلب الصحراء في عام 2012، والذي تعرض لانتقادات شديدة، رامز عنخ آمون في عام 2013، رامز قرش البحر في عام 2014 ورامز واكل الجو سنة 2015، وأخيرا رامز بيلعب بالنار سنة 2016. يعود في موسم 2017 لتقديم رامز تحت الأرض.

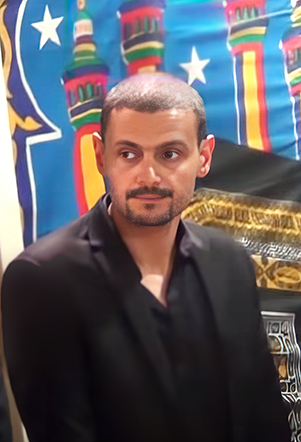
رامز جلال مُعد ومُقدم البرنامج

## فكرة المقلب
يتم استدعاء ممثل، مغني، رياضي أو إعلامي شهير لتسجيل مقابلة تلفزيونية مع نيشان، ثم يتم طلبه لتصوير برومو الحلقة في الصحراء ليتم استدراجه للمرور بالسيارة عبر منطقة بها رمال متحركة، فتعلق السيارة وتبدأ الإثارة والرعب للضيف حين يظهر رامز جلال متنكرا بزي سحلية ضخمة من نوع تنين كومودو تهاجم الضيف. إلى أن يكشف رامز عن نفسه في اللحظة الأخيرة. وتم
في المقلب استخدام سيارات من نوع (Land Cruiser Foley)

### غرق السيارة
- حفرة عميقة في الأرض تقدر بنحو 5 متر تقريباً.[2]
- تجهيز الحفرة من الداخل بقاعدة حديدية لحمل السيارة.[3]
- وضع رافعة هيدروليكية للسيارات متوسطة الحجم لوقوف السيارة عليها أثناء النزول.[4]
- تعبئة الحفرة بالماء ثم ردم الحفرة بالرمال المتحركة السوداء.[5]

## البث
- إم بي سي 1
- إم بي سي مصر
- إم تي في اللبنانية

## ضيوف البرنامج
| رقم الحلقة | ضيف الحلقة             | البلد   | المهنة        |
| ---------- | ---------------------- | ------- | ------------- |
| 1          | فيفي عبده              | مصر     | ممثلة         |
| 2          | محمود كهربا مؤمن زكريا | مصر     | لاعبي كرة قدم |
| 3          | مصطفى خاطر             | مصر     | ممثل          |
| 4          | الشاب خالد             | الجزائر | مغني راي      |
| 5          | نادية الجندي           | مصر     | ممثلة         |
| 6          | علا الفارس             | الأردن  | إعلامية       |
| 7          | شاه روخ خان            | الهند   | ممثل          |
| 8          | رمضان صبحي             | مصر     | لاعب كرة قدم  |
| 9          | إيناس الدغيدي          | مصر     | مخرجة         |
| 10         | أحمد فتحي              | مصر     | ممثل          |
| 11         | نسرين أمين             | مصر     | ممثلة         |
| 12         | عصام الحضري            | مصر     | لاعب كرة قدم  |
| 13         | وائل كفوري             | لبنان   | مغني          |
| 14         | نيللي كريم             | مصر     | ممثلة         |
| 15         | حمدي الميرغني          | مصر     | ممثل          |
| 16         | ظافر العابدين          | تونس    | ممثل          |

| رقم الحلقة | ضيف الحلقة                                    | البلد                    | المهنة     |
| ---------- | --------------------------------------------- | ------------------------ | ---------- |
| 17         | محمود الليثي                                  | مصر                      | مغني       |
| 18         | ناهد السباعي                                  | مصر                      | ممثلة      |
| 19         | سهير رمزي                                     | مصر                      | ممثلة      |
| 20         | ريهام سعيد                                    | مصر                      | إعلامية    |
| 21         | منى شداد                                      | الكويت                   | ممثلة      |
| 22         | أحمد فهمي                                     | مصر                      | مغني       |
| 23         | مي عمر                                        | مصر                      | ممثلة      |
| 24         | محمود حميدة                                   | مصر                      | ممثل       |
| 25         | منة فضالي مها احمد                            | مصر                      | ممثلات     |
| 26         | عبد العزيز مخيون                              | مصر                      | ممثل       |
| 27         | محمد الحلو                                    | مصر                      | مغني وممثل |
| 28         | أحمد ماهر                                     | مصر                      | ممثل       |
| 29         | فايز السعيد                                   | الإمارات العربية المتحدة | مغني       |
| 30         | رانيا يوسف                                    | مصر                      | ممثلة      |
| 31         | شاه روخ خان لقاء خاص إستثنائي بعد حلقة المقلب | الهند                    | ممثل       |

## روابط خارجية
- الموقع الرسمي للبرنامج
- الصفحة الرسمية للبرنامج على فيسبوك